# Alchemilla diademata
Alchemilla diademata é uma espécie de rosácea do gênero Alchemilla, pertencente à família Rosaceae.